# Olympische Sommerspiele 2012/Ringen
Bei den XXX. Olympischen Sommerspielen 2012 in London fanden 18 Wettbewerbe im Ringen statt, davon vier für Frauen und 14 für Männer. Die vier Wettbewerbe der Frauen fanden im Freistil statt, während die Männer jeweils sieben Wettbewerbe im Freistil und sieben im griechisch-römischen Stil austrugen. Austragungsort war das ExCeL Exhibition Centre am Royal Victoria Dock im London Borough of Newham.

## Bilanz

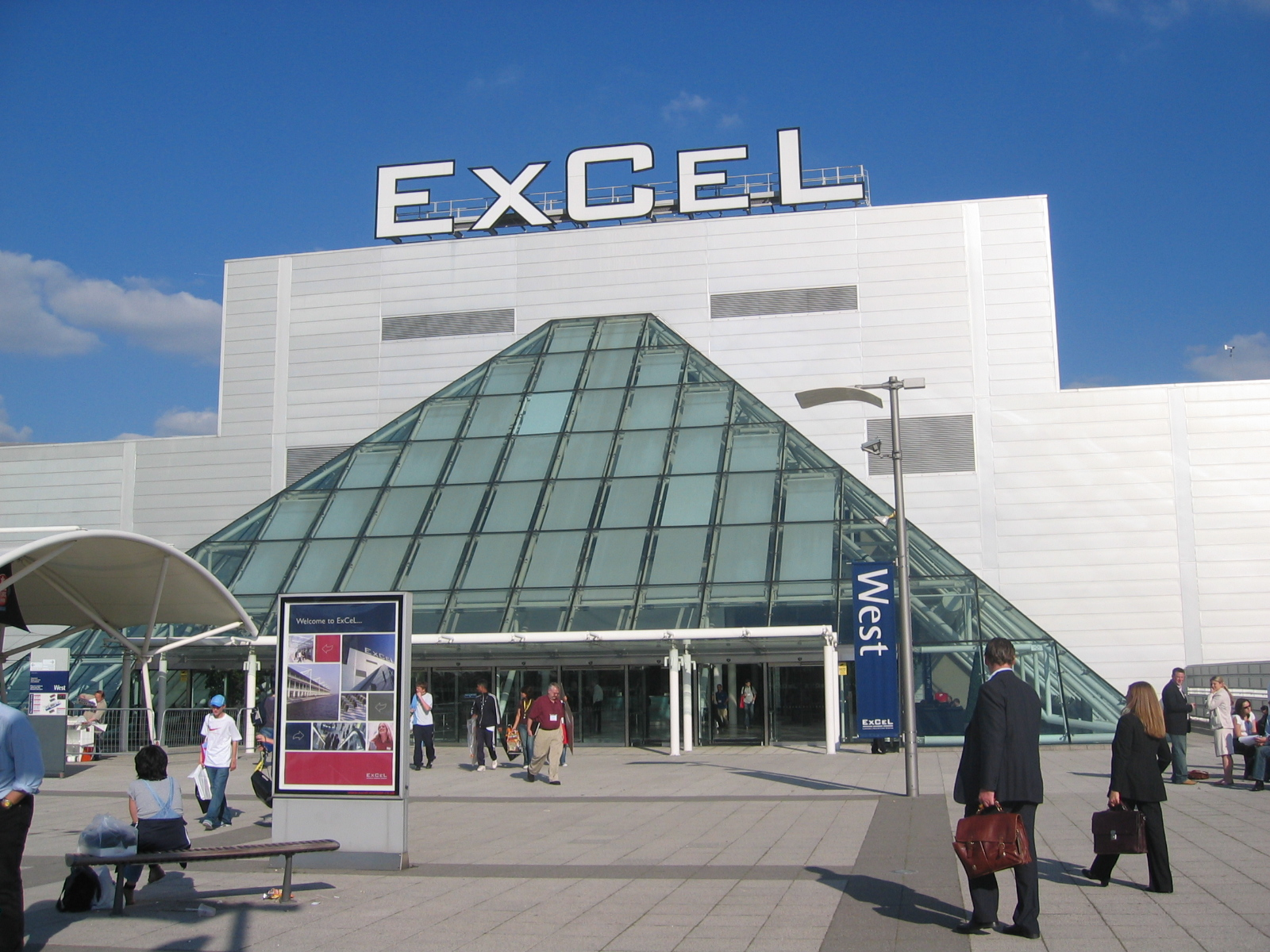
ExCeL Exhibition Centre

### Medaillenspiegel
| Platz | Land               | Gold | Silber | Bronze | Gesamt |
| ----- | ------------------ | ---- | ------ | ------ | ------ |
| 1     | Russland           | 5    | 2      | 4      | 11     |
| 2     | Iran               | 4    | 1      | 1      | 6      |
| 3     | Japan              | 4    | –      | 2      | 6      |
| 4     | Aserbaidschan      | 2    | 2      | 3      | 7      |
| 5     | Vereinigte Staaten | 2    | –      | 3      | 5      |
| 6     | Kuba               | 1    | –      | 1      | 2      |
| 7     | Südkorea           | 1    | –      | –      | 1      |
| 8     | Georgien           | –    | 2      | 3      | 5      |
| 9     | Ungarn             | –    | 1      | 2      | 3      |
| 10    | Armenien           | –    | 1      | 1      | 2      |
| 10    | Indien             | –    | 1      | 1      | 2      |
| 10    | Kanada             | –    | 1      | 1      | 2      |
| 13    | Ägypten            | –    | 1      | –      | 1      |
| 13    | Bulgarien          | –    | 1      | –      | 1      |
| 13    | China              | –    | 1      | –      | 1      |
| 13    | Estland            | –    | 1      | –      | 1      |
| 13    | Puerto Rico        | –    | 1      | –      | 1      |
| 13    | Ukraine            | –    | 1      | –      | 1      |
| 19    | Kasachstan         | –    | –      | 4      | 4      |
| 20    | Schweden           | –    | –      | 2      | 2      |
| 21    | Frankreich         | –    | –      | 1      | 1      |
| 21    | Kolumbien          | –    | –      | 1      | 1      |
| 21    | Litauen            | –    | –      | 1      | 1      |
| 21    | Mongolei           | –    | –      | 1      | 1      |
| 21    | Nordkorea          | –    | –      | 1      | 1      |
| 21    | Polen              | –    | –      | 1      | 1      |
| 21    | Spanien            | –    | –      | 1      | 1      |
| 21    | Türkei             | –    | –      | 1      | 1      |

### Medaillengewinner
| Konkurrenz        | Gold                         | Silber                      | Bronze                                   |
| ----------------- | ---------------------------- | --------------------------- | ---------------------------------------- |
| Klasse bis 55 kg  | Dschamal Otarsultanow        | Wladimer Chintschegaschwili | Yang Kyong-il Shin’ichi Yumoto           |
| Klasse bis 60 kg  | Toğrul Əsgərov               | Bessik Kuduchow             | Yogeshwar Dutt Coleman Scott             |
| Klasse bis 66 kg  | Tatsuhiro Yonemitsu          | Sushil Kumar                | Liván López Azcuy Aqschürek Tangatarow   |
| Klasse bis 74 kg  | Jordan Burroughs             | Sadegh Saeed Goudarzi       | Gábor Hatos Denis Zargusch               |
| Klasse bis 84 kg  | Şərif Şərifov                | Jaime Yusept Espinal        | Ehsan Naser Lashgari Dato Marsagischwili |
| Klasse bis 96 kg  | Jakob Varner                 | Walerij Andrijzew           | Giorgi Gogschelidse Xetaq Qazyumov       |
| Klasse bis 120 kg | Komeil Ghasemi Biljal Machow | –                           | Tervel Dlagnev Däulet Schabanbei         |

| Konkurrenz        | Gold                    | Silber               | Bronze                               |
| ----------------- | ----------------------- | -------------------- | ------------------------------------ |
| Klasse bis 55 kg  | Hamid Soryan Reihanpour | Rövşən Bayramov      | Péter Módos Mingijan Semjonow        |
| Klasse bis 60 kg  | Omid Haji Noroozi       | Rewas Laschchi       | Saur Kuramagomedow Ryūtarō Matsumoto |
| Klasse bis 66 kg  | Kim Hyeon-woo           | Tamás Lőrincz        | Steeve Guénot Manuchar Tschadaia     |
| Klasse bis 74 kg  | Roman Wlassow           | Arsen Dschulfalakjan | Emin Əhmədov Aleksandr Kazakevič     |
| Klasse bis 84 kg  | Alan Chugajew           | Karam Ibrahim        | Danijal Gadschijew Damian Janikowski |
| Klasse bis 96 kg  | Ghasem Rezaei           | Rustam Totrow        | Artur Aleksanjan Jimmy Lidberg       |
| Klasse bis 120 kg | Mijaín López            | Heiki Nabi           | Johan Eurén Rıza Kayaalp             |

| Konkurrenz       | Gold              | Silber         | Bronze                                      |
| ---------------- | ----------------- | -------------- | ------------------------------------------- |
| Klasse bis 48 kg | Hitomi Obara      | Mariya Stadnik | Clarissa Chun Carol Huynh                   |
| Klasse bis 55 kg | Saori Yoshida     | Tonya Verbeek  | Julija Ratkewitsch Jackeline Rentería       |
| Klasse bis 63 kg | Kaori Ichō        | Jing Ruixue    | Sorondsonboldyn Battsetseg Ljubow Wolossowa |
| Klasse bis 72 kg | Natalja Worobjowa | Stanka Slatewa | Güsel Manjurowa Maider Unda                 |

## Zeitplan
| Wettbewerbe                      | August | August | August | August | August | August | August | August |
| Frauen Freistil                  | 5.     | 6.     | 7.     | 8.     | 9.     | 10.    | 11.    | 12.    |
| -------------------------------- | ------ | ------ | ------ | ------ | ------ | ------ | ------ | ------ |
| Klasse bis 48 kg                 |        |        |        |        |        |        |        |        |
| Klasse bis 55 kg                 |        |        |        |        |        |        |        |        |
| Klasse bis 63 kg                 |        |        |        |        |        |        |        |        |
| Klasse bis 72 kg                 |        |        |        |        |        |        |        |        |
| Männer griechisch-römischer Stil | 5.     | 6.     | 7.     | 8.     | 9.     | 10.    | 11.    | 12.    |
| Klasse bis 55 kg                 |        |        |        |        |        |        |        |        |
| Klasse bis 60 kg                 |        |        |        |        |        |        |        |        |
| Klasse bis 66 kg                 |        |        |        |        |        |        |        |        |
| Klasse bis 74 kg                 |        |        |        |        |        |        |        |        |
| Klasse bis 84 kg                 |        |        |        |        |        |        |        |        |
| Klasse bis 96 kg                 |        |        |        |        |        |        |        |        |
| Klasse bis 120 kg                |        |        |        |        |        |        |        |        |
| Männer Freistil                  | 5.     | 6.     | 7.     | 8.     | 9.     | 10.    | 11.    | 12.    |
| Klasse bis 55 kg                 |        |        |        |        |        |        |        |        |
| Klasse bis 60 kg                 |        |        |        |        |        |        |        |        |
| Klasse bis 66 kg                 |        |        |        |        |        |        |        |        |
| Klasse bis 74 kg                 |        |        |        |        |        |        |        |        |
| Klasse bis 84 kg                 |        |        |        |        |        |        |        |        |
| Klasse bis 96 kg                 |        |        |        |        |        |        |        |        |
| Klasse bis 120 kg                |        |        |        |        |        |        |        |        |

## Ergebnisse Freistil (Männer)

### Klasse bis 55 kg
| Platz | Land | Sportler                    |
| ----- | ---- | --------------------------- |
| 1     | RUS  | Dschamal Otarsultanow       |
| 2     | GEO  | Wladimer Chintschegaschwili |
| 3     | PRK  | Yang Kyong-il               |
| 3     | JPN  | Shin’ichi Yumoto            |
| 5     | KAZ  | Däulet Nijasbekow           |
| 5     | BUL  | Radoslaw Welikow            |
| 7     | ARM  | Mihran Jaburjan             |
| 8     | IRI  | Hassan Rahimi               |

Datum: 10. August 2012

19 Teilnehmer aus 19 Ländern

### Klasse bis 60 kg

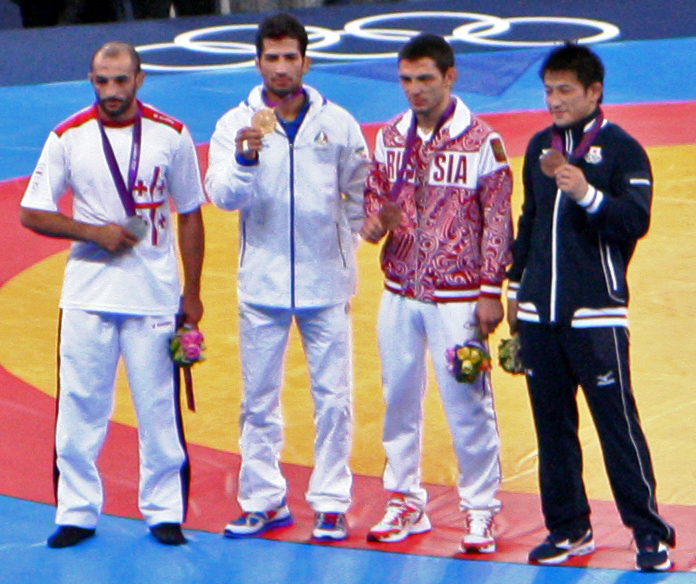
Siegerehrung

| Platz | Land | Sportler           |
| ----- | ---- | ------------------ |
| 1     | AZE  | Toğrul Əsgərov     |
| 2     | RUS  | Bessik Kuduchow    |
| 3     | IND  | Yogeshwar Dutt     |
| 3     | USA  | Coleman Scott      |
| 5     | PRK  | Ri Jong-myong      |
| 5     | JPN  | Ken’ichi Yumoto    |
| 7     | IRI  | Masoud Esmaeilpour |
| 8     | EGY  | Hassan Madani      |
|       |      |                    |
| 10    | GER  | Tim Schleicher     |

Datum: 11. August 2012

19 Teilnehmer aus 19 Ländern
Bei Nachtests im August 2016 wurde festgestellt, dass Bessik Kuduchow vier Jahre zuvor gedopt gewesen war. Das IOC entschied jedoch den Fall ruhen zu lassen, nachdem es vom Russischen Olympischen Komitee informiert worden war, dass Kuduchow 2013 verstorben war.

### Klasse bis 66 kg

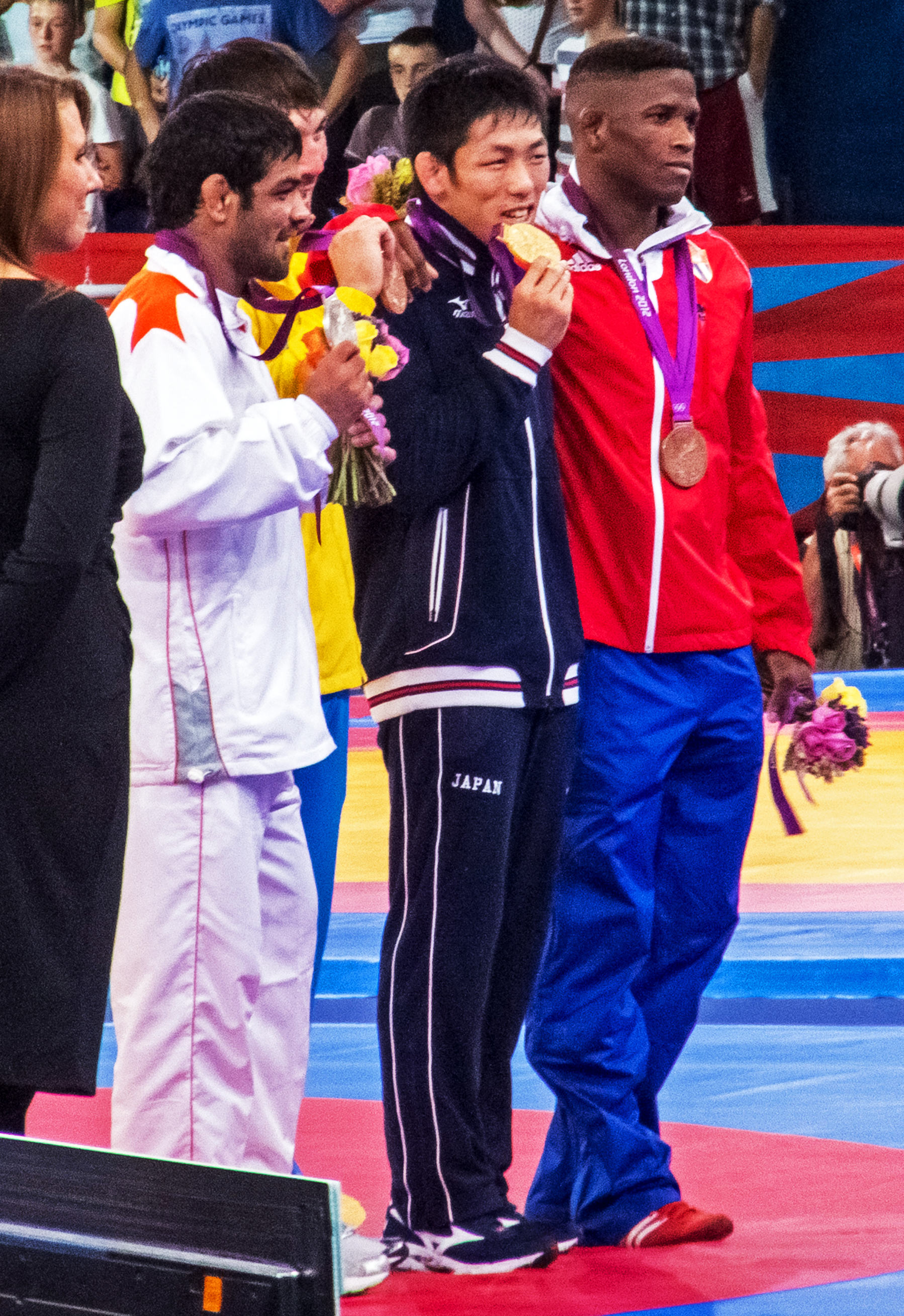
Siegerehrung

| Platz | Land | Sportler             |
| ----- | ---- | -------------------- |
| 1     | JPN  | Tatsuhiro Yonemitsu  |
| 2     | IND  | Sushil Kumar         |
| 3     | CUB  | Liván López Azcuy    |
| 3     | KAZ  | Aqschürek Tangatarow |
| 5     | AZE  | Cəbrayıl Həsənov     |
| 5     | TUR  | Ramazan Şahin        |
| 7     | CAN  | Haislan Garcia       |
| 8     | ARM  | Dawit Safarjan       |

Datum: 12. August 2012

19 Teilnehmer aus 19 Ländern

### Klasse bis 74 kg
| Platz | Land | Sportler              |
| ----- | ---- | --------------------- |
| 1     | USA  | Jordan Burroughs      |
| 2     | IRI  | Sadegh Saeed Goudarzi |
| 3     | HUN  | Gábor Hatos           |
| 3     | RUS  | Denis Zargusch        |
| 5     | CAN  | Matt Gentry           |
| 6     | GEO  | Dawit Chuzischwili    |
| 7     | GBS  | Augusto Midana        |
| 8     | AZE  | Əşrəf Əliyev          |

Datum: 10. August 2012

19 Teilnehmer aus 19 Ländern
Dem ursprünglich drittplatzierten Usbeken Soslan Tigiyev, der sich – wie Nachtests 2016 ergaben – bereits bei den Olympischen Spielen 2008 in Peking mit Doping eine Silbermedaille erschlichen hatte, wurde die Bronzemedaille von London im November 2012 nachträglich wegen Dopings aberkannt. An seiner Stelle erhielt der Ungar Gábor Hatos, den er zuvor in der Trostrunde besiegt hatte, die Bronzemedaille.

### Klasse bis 84 kg

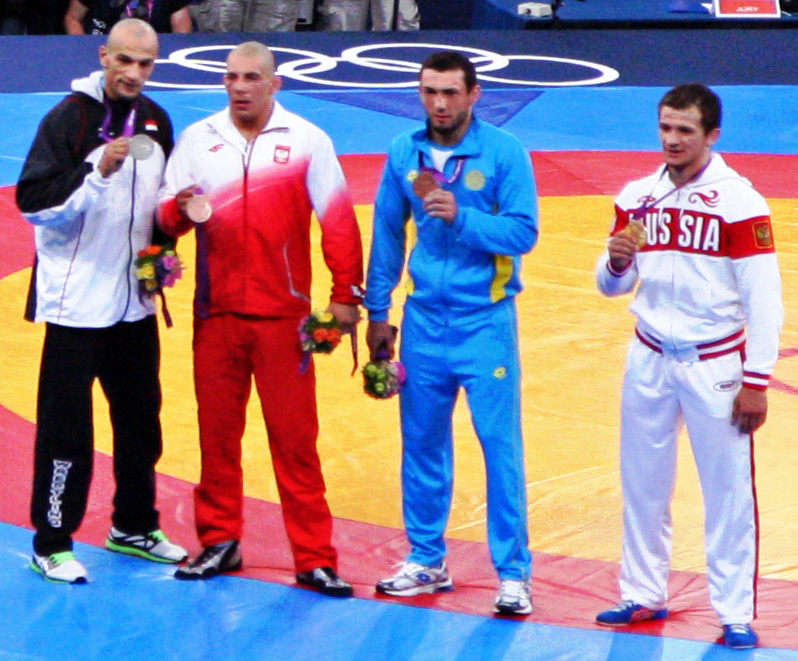
Siegerehrung

| Platz | Land | Sportler             |
| ----- | ---- | -------------------- |
| 1     | AZE  | Şərif Şərifov        |
| 2     | PUR  | Jaime Yusept Espinal |
| 3     | IRI  | Ehsan Naser Lashgari |
| 3     | GEO  | Dato Marsagischwili  |
| 5     | TUR  | İbrahim Bölükbaşı    |
| 5     | BLR  | Saslan Hatzyjeu      |
| 7     | USA  | Jake Herbert         |
| 8     | RUS  | Ansor Urischew       |

Datum: 11. August 2012

19 Teilnehmer aus 19 Ländern

### Klasse bis 96 kg
| Platz | Land | Sportler            |
| ----- | ---- | ------------------- |
| 1     | USA  | Jakob Varner        |
| 2     | UKR  | Walerij Andrijzew   |
| 3     | GEO  | Giorgi Gogschelidse |
| 3     | AZE  | Xetaq Qazyumov      |
| 5     | UZB  | Kurban Kurbanov     |
| 5     | IRI  | Reza Yazdani        |
| 7     | KGZ  | Magomed Mussajew    |
| 8     | JPN  | Takao Isokawa       |

Datum: 12. August 2012

19 Teilnehmer aus 19 Ländern

### Klasse bis 120 kg

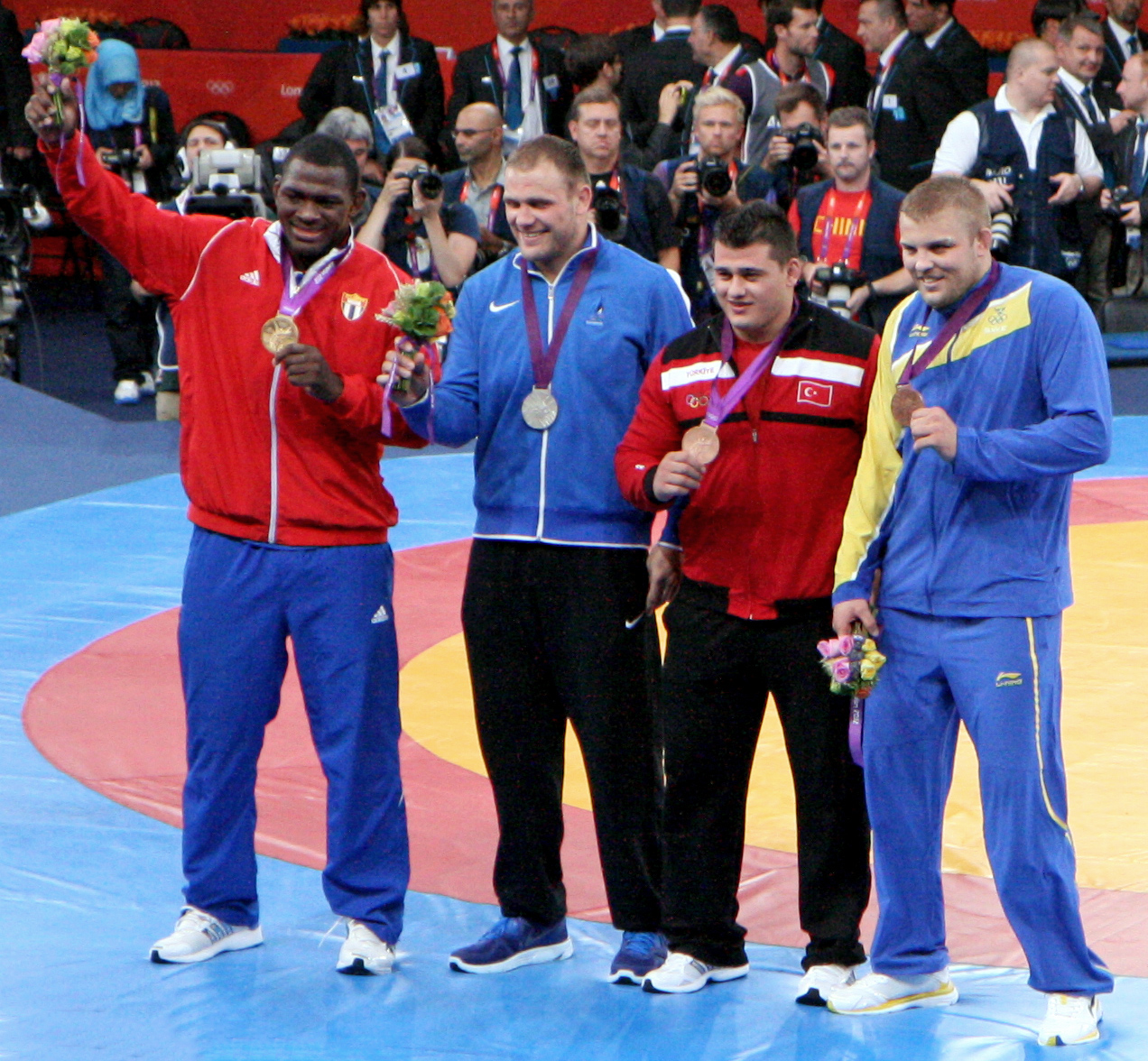
Medaillengewinner

| Platz | Land | Sportler                       |
| ----- | ---- | ------------------------------ |
| 1     | IRI  | Komeil Ghasemi                 |
| 1     | RUS  | Biljal Machow                  |
| 3     | USA  | Tervel Dlagnev                 |
| 3     | KAZ  | Däulet Schabanbei              |
| 5     | MGL  | Dschargalsaichany Tschuluunbat |
| 6     | BLR  | Aljaksej Schamarau             |
| 7     | TUR  | Taha Akgül                     |
| 8     | ROU  | Rareș Chintoan                 |

Datum: 11. August 2012

18 Teilnehmer aus 18 Ländern
Dem Usbeken Artur Taymazov wurde die Goldmedaille wegen Dopings aberkannt. Auch der Silbermedaillengewinner Dawit Modsmanaschwili wurde des Dopings überführt. In der Konsequenz bekamen die beiden Drittplatzierten jeweils eine Goldmedaille sowie die beiden Fünftplatzierten Bronzemedaillen.

## Ergebnisse griechisch-römischer Stil (Männer)

### Klasse bis 55 kg
| Platz | Land | Sportler                |
| ----- | ---- | ----------------------- |
| 1     | IRI  | Hamid Soryan Reihanpour |
| 2     | AZE  | Rövşən Bayramov         |
| 3     | HUN  | Péter Módos             |
| 3     | RUS  | Mingijan Semjonow       |
| 5     | KOR  | Choi Gyu-jin            |
| 5     | DEN  | Håkan Nyblom            |
| 7     | CHN  | Li Shujin               |
| 8     | CUB  | Gustavo Balart          |

Datum: 5. August 2012

19 Teilnehmer aus 19 Ländern

### Klasse bis 60 kg
| Platz | Land | Sportler           |
| ----- | ---- | ------------------ |
| 1     | IRI  | Omid Haji Noroozi  |
| 2     | GEO  | Rewas Laschchi     |
| 3     | RUS  | Saur Kuramagomedow |
| 3     | JPN  | Ryūtarō Matsumoto  |
| 5     | AZE  | Həsən Əliyev       |
| 5     | KAZ  | Almat Kebispajew   |
| 7     | BUL  | Iwo Angelow        |
| 8     | KOR  | Jung Ji-hyun       |

Datum: 6. August 2012

19 Teilnehmer aus 19 Ländern

### Klasse bis 66 kg
| Platz | Land | Sportler           |
| ----- | ---- | ------------------ |
| 1     | KOR  | Kim Hyeon-woo      |
| 2     | HUN  | Tamás Lőrincz      |
| 3     | FRA  | Steeve Guénot      |
| 3     | GEO  | Manuchar Tschadaia |
| 5     | CUB  | Pedro Isaac Mullen |
| 5     | GER  | Frank Stäbler      |
| 7     | LTU  | Edgaras Venckaitis |
| 8     | USA  | Justin Lester      |
|       |      |                    |
| 15    | SUI  | Pascal Strebel     |

Datum: 7. August 2012

19 Teilnehmer aus 19 Ländern

### Klasse bis 74 kg
| Platz | Land | Sportler              |
| ----- | ---- | --------------------- |
| 1     | RUS  | Roman Wlassow         |
| 2     | ARM  | Arsen Dschulfalakjan  |
| 3     | AZE  | Emin Əhmədov          |
| 3     | LTU  | Aleksandr Kazakevič   |
| 5     | DEN  | Mark Overgaard Madsen |
| 5     | BLR  | Aljaksandr Kikinjou   |
| 7     | GEO  | Surab Datunaschwili   |
| 8     | FRA  | Christophe Guénot     |

Datum: 5. August 2012

19 Teilnehmer aus 19 Ländern

### Klasse bis 84 kg
| Platz | Land | Sportler             |
| ----- | ---- | -------------------- |
| 1     | RUS  | Alan Chugajew        |
| 2     | EGY  | Karam Ibrahim        |
| 3     | KAZ  | Danijal Gadschijew   |
| 3     | POL  | Damian Janikowski    |
| 5     | GEO  | Wladimer Gegeschidse |
| 5     | FRA  | Mélonin Noumonvi     |
| 7     | CUB  | Pablo Shorey         |
| 8     | UKR  | Wassyl Ratschyba     |

Datum: 6. August 2012

20 Teilnehmer aus 20 Ländern

### Klasse bis 96 kg
| Platz | Land | Sportler               |
| ----- | ---- | ---------------------- |
| 1     | IRI  | Ghasem Rezaei          |
| 2     | RUS  | Rustam Totrow          |
| 3     | ARM  | Artur Aleksanjan       |
| 3     | SWE  | Jimmy Lidberg          |
| 5     | CUB  | Yunior Estrada Falcon  |
| 5     | BLR  | Zimafej Dsejnitschenka |
| 7     | BUL  | Elis Guri              |
| 8     | EST  | Ardo Arusaar           |

Datum: 7. August 2012

19 Teilnehmer aus 19 Ländern

### Klasse bis 120 kg
| Platz | Land | Sportler              |
| ----- | ---- | --------------------- |
| 1     | CUB  | Mijaín López          |
| 2     | EST  | Heiki Nabi            |
| 3     | SWE  | Johan Eurén           |
| 3     | TUR  | Rıza Kayaalp          |
| 5     | GEO  | Guram Perselidse      |
| 5     | BLR  | Iossif Tschuhaschwili |
| 7     | IRI  | Bashir Babajanzadeh   |
| 8     | ARM  | Juri Patrikejew       |

Datum: 6. August 2012

20 Teilnehmer aus 20 Ländern

## Ergebnisse Freistil (Frauen)

### Klasse bis 48 kg

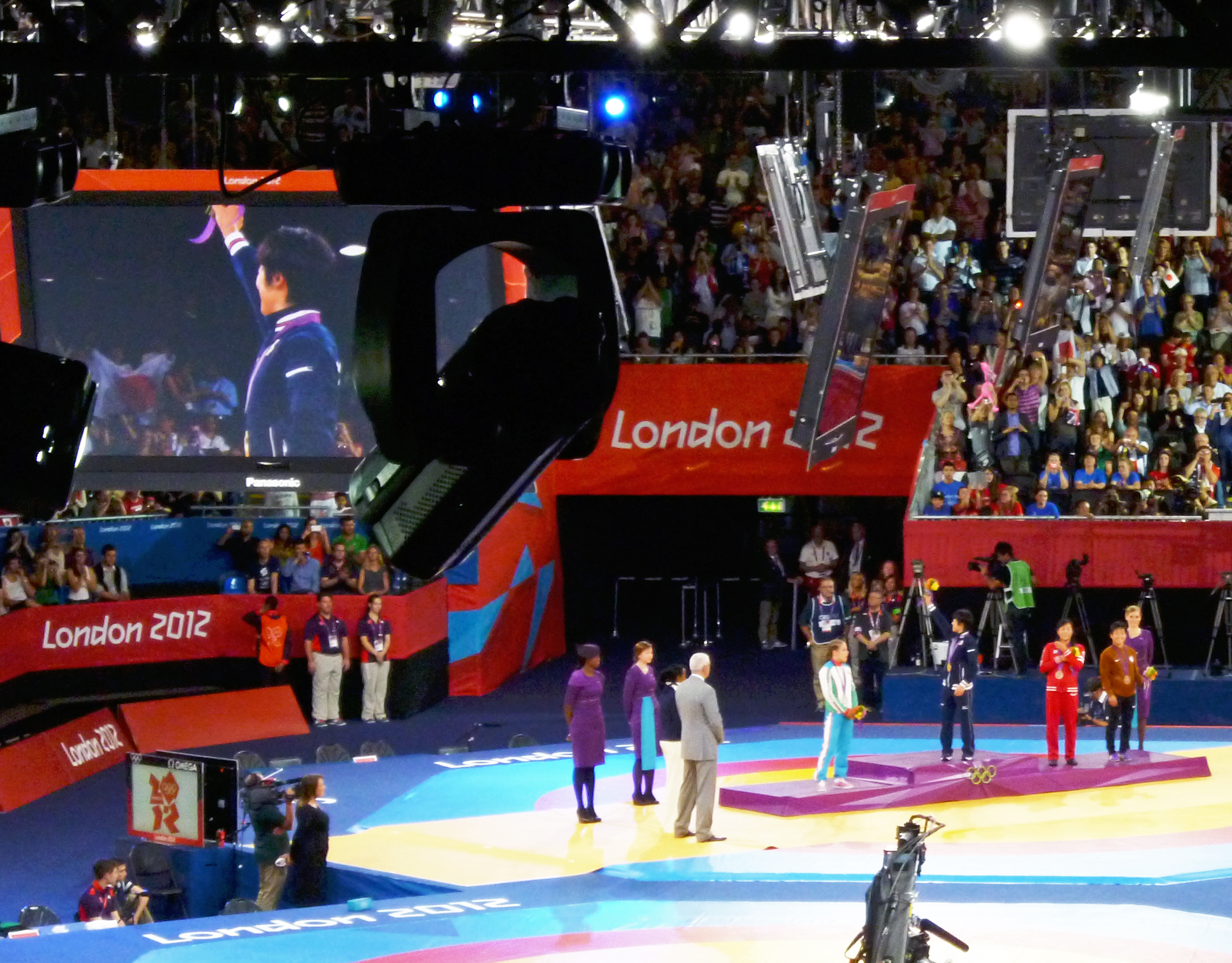
Siegerehrung

| Platz | Land | Sportlerin            |
| ----- | ---- | --------------------- |
| 1     | JPN  | Hitomi Obara          |
| 2     | AZE  | Mariya Stadnik        |
| 3     | USA  | Clarissa Chun         |
| 3     | CAN  | Carol Huynh           |
| 5     | SEN  | Isabella Sambou       |
| 5     | UKR  | Iryna Merleni         |
| 7     | POL  | Iwona Matkowska       |
| 8     | BLR  | Wanessa Kaladsinskaja |

Datum: 8. August 2012

19 Teilnehmerinnen aus 19 Ländern

### Klasse bis 55 kg
| Platz | Land | Sportlerin          |
| ----- | ---- | ------------------- |
| 1     | JPN  | Saori Yoshida       |
| 2     | CAN  | Tonya Verbeek       |
| 3     | AZE  | Julija Ratkewitsch  |
| 3     | COL  | Jackeline Rentería  |
| 5     | UKR  | Tetjana Lasarewa    |
| 5     | RUS  | Walerija Scholobowa |
| 7     | SWE  | Sofia Mattsson      |
| 8     | TUN  | Marwa Amri          |

Datum: 9. August 2012

19 Teilnehmerinnen aus 19 Ländern

### Klasse bis 63 kg
| Platz | Land | Sportlerin                 |
| ----- | ---- | -------------------------- |
| 1     | JPN  | Kaori Ichō                 |
| 2     | CHN  | Jing Ruixue                |
| 3     | MGL  | Sorondsonboldyn Battsetseg |
| 3     | RUS  | Ljubow Wolossowa           |
| 5     | CAN  | Martine Dugrenier          |
| 5     | POL  | Monika Ewa Michalik        |
| 7     | UKR  | Julija Ostaptschuk         |
| 8     | CUB  | Katerina Vidiaux           |

Datum: 8. August 2012

20 Teilnehmerinnen aus 20 Ländern

### Klasse bis 72 kg
| Platz | Land | Sportlerin           |
| ----- | ---- | -------------------- |
| 1     | RUS  | Natalja Worobjewa    |
| 2     | BUL  | Stanka Slatewa       |
| 3     | KAZ  | Güsel Manjurowa      |
| 3     | ESP  | Maider Unda          |
| 5     | CHN  | Wang Jiao            |
| 5     | BLR  | Wassilissa Marsaljuk |
| 7     | CMR  | Annabel Laure Ali    |
| 8     | MGL  | Otschirbatyn Burmaa  |

Datum: 9. August 2012

18 Teilnehmerinnen aus 18 Ländern

## Qualifikation

### Qualifikationskriterien
An den Wettbewerben werden 344 Athleten teilnehmen, 72 Frauen und 266 Männer sowie drei garantierte Startplätze für das gastgebende NOK und drei Startplätze, die der Internationale Ringer-Verband (FILA) per Einladung vergibt. Jedes NOK darf pro Disziplin nur einen Athleten stellen. Entscheidend für einen Startplatz ist das Erreichen von Quotenplätzen.
Die erste Qualifikationsmöglichkeit waren die Weltmeisterschaften 2011 in Istanbul. Dort qualifizierten sich die ersten sechs Athleten in den olympischen Gewichtsklassen, also insgesamt 108 Athleten. Die zweite Qualifikationsphase bilden im März und April 2012 kontinentale Turniere, bei denen sich die ersten beiden Athleten jeder Gewichtsklasse qualifizieren, also jeweils 36 Athleten aus Europa, Asien, Amerika und Afrika/Ozeanien. In der dritten Qualifikationsphase qualifizieren sich insgesamt 50 Athleten, drei Männer und zwei Frauen pro Gewichtsklasse, bei einem internationalen Qualifikationsturnier in Taiyuan und schließlich weitere 36 Athleten, jeweils zwei pro Gewichtsklasse, bei einem letzten internationalen Qualifikationsturnier in Helsinki.
NOKs, die bereits in einer Gewichtsklasse einen Quotenplatz erreichen konnten, dürfen in der weiteren Qualifikationsphase in den betreffenden Gewichtsklassen nicht mehr antreten. Nach Abschluss der Qualifikationsphase zum 1. Juni 2012 vergibt die FILA die letzten Startplätze per Einladung. Das gastgebende NOK darf seine drei Quotenplätze in beliebigen Gewichtsklassen nutzen. Gewinnen Athleten des Gastgebers reguläre Quotenplätze, werden entsprechend garantierte Quotenplätze entzogen, die dann ebenfalls per Einladung vergeben werden.
Qualifikationswettkämpfe:
- Weltmeisterschaften in  Istanbul, 12. bis 18. September 2011
- afrikanische und ozeanische Qualifikation in  Marrakesch, 16. bis 18. März 2012
- panamerikanische Qualifikation in  Kissimmee, 23. bis 25. März 2012
- asiatische Qualifikation in  Astana, 30. März bis 1. April 2012
- europäische Qualifikation in  Sofia, 20. bis 22. April 2012
- weltweite Qualifikation in  Taiyuan, 27. bis 29. April 2012
- weltweite Qualifikation in  Helsinki, 4. bis 6. Mai 2012

### Gewonnene Quotenplätze
| Gewonnene Quotenplätze nach NOKs | Gewonnene Quotenplätze nach NOKs | Gewonnene Quotenplätze nach NOKs | Gewonnene Quotenplätze nach NOKs | Gewonnene Quotenplätze nach NOKs | Gewonnene Quotenplätze nach NOKs | Gewonnene Quotenplätze nach NOKs | Gewonnene Quotenplätze nach NOKs | Gewonnene Quotenplätze nach NOKs | Gewonnene Quotenplätze nach NOKs | Gewonnene Quotenplätze nach NOKs | Gewonnene Quotenplätze nach NOKs | Gewonnene Quotenplätze nach NOKs | Gewonnene Quotenplätze nach NOKs | Gewonnene Quotenplätze nach NOKs | Gewonnene Quotenplätze nach NOKs | Gewonnene Quotenplätze nach NOKs | Gewonnene Quotenplätze nach NOKs | Gewonnene Quotenplätze nach NOKs | Gewonnene Quotenplätze nach NOKs |
|                                  | Frauen Freistil                  | Frauen Freistil                  | Frauen Freistil                  | Frauen Freistil                  | Männer griechisch-römischer Stil | Männer griechisch-römischer Stil | Männer griechisch-römischer Stil | Männer griechisch-römischer Stil | Männer griechisch-römischer Stil | Männer griechisch-römischer Stil | Männer griechisch-römischer Stil | Männer Freistil                  | Männer Freistil                  | Männer Freistil                  | Männer Freistil                  | Männer Freistil                  | Männer Freistil                  | Männer Freistil                  | Gesamt                           |
| Wettbewerbsklasse                | bis 48 kg                        | bis 55 kg                        | bis 63 kg                        | bis 72 kg                        | bis 55 kg                        | bis 60 kg                        | bis 66 kg                        | bis 74 kg                        | bis 84 kg                        | bis 96 kg                        | bis 120 kg                       | bis 55 kg                        | bis 60 kg                        | bis 66 kg                        | bis 74 kg                        | bis 84 kg                        | bis 96 kg                        | bis 120 kg                       | Gesamt                           |
| -------------------------------- | -------------------------------- | -------------------------------- | -------------------------------- | -------------------------------- | -------------------------------- | -------------------------------- | -------------------------------- | -------------------------------- | -------------------------------- | -------------------------------- | -------------------------------- | -------------------------------- | -------------------------------- | -------------------------------- | -------------------------------- | -------------------------------- | -------------------------------- | -------------------------------- | -------------------------------- |
| Ägypten                          |                                  | X                                |                                  |                                  | X                                | X                                | X                                | X                                | X                                | X                                | X                                | X                                | X                                | X                                |                                  | X                                | X                                | X                                | 14                               |
| Algerien                         |                                  |                                  |                                  |                                  |                                  | X                                | X                                |                                  |                                  |                                  |                                  |                                  |                                  |                                  |                                  |                                  |                                  |                                  | 2                                |
| Amerikanisch-Samoa               |                                  |                                  |                                  |                                  |                                  |                                  |                                  |                                  |                                  |                                  |                                  |                                  |                                  |                                  |                                  |                                  | X                                |                                  | 1                                |
| Argentinien                      | X                                |                                  |                                  |                                  |                                  |                                  |                                  |                                  |                                  |                                  |                                  |                                  |                                  |                                  |                                  |                                  |                                  |                                  | 1                                |
| Armenien                         |                                  |                                  |                                  |                                  |                                  |                                  | X                                | X                                |                                  | X                                | X                                | X                                |                                  | X                                |                                  | X                                |                                  |                                  | 7                                |
| Aserbaidschan                    | X                                | X                                |                                  |                                  | X                                | X                                |                                  | X                                | X                                | X                                |                                  |                                  | X                                | X                                | X                                | X                                | X                                | X                                | 13                               |
| Australien                       |                                  |                                  |                                  |                                  |                                  |                                  |                                  |                                  |                                  |                                  |                                  |                                  | X                                |                                  |                                  |                                  |                                  |                                  | 1                                |
| Brasilien                        |                                  | X                                |                                  |                                  |                                  |                                  |                                  |                                  |                                  |                                  |                                  |                                  |                                  |                                  |                                  |                                  |                                  |                                  | 1                                |
| Bulgarien                        |                                  |                                  |                                  | X                                | X                                | X                                |                                  |                                  | X                                | X                                |                                  | X                                | X                                | X                                | X                                |                                  |                                  |                                  | 9                                |
| Chile                            |                                  |                                  |                                  |                                  |                                  |                                  |                                  |                                  |                                  |                                  | X                                |                                  |                                  |                                  |                                  |                                  |                                  |                                  | 1                                |
| China                            | X                                |                                  | X                                | X                                | X                                | X                                |                                  |                                  |                                  |                                  | X                                |                                  |                                  |                                  | X                                |                                  |                                  | X                                | 8                                |
| Dänemark                         |                                  |                                  |                                  |                                  | X                                |                                  |                                  | X                                |                                  |                                  |                                  |                                  |                                  |                                  |                                  |                                  |                                  |                                  | 2                                |
| Deutschland                      | X                                |                                  |                                  |                                  |                                  |                                  | X                                |                                  |                                  |                                  |                                  |                                  | X                                |                                  |                                  |                                  |                                  | X                                | 4                                |
| Ecuador                          |                                  | X                                |                                  |                                  |                                  |                                  | X                                |                                  |                                  |                                  |                                  |                                  |                                  |                                  |                                  |                                  |                                  |                                  | 2                                |
| Elfenbeinküste                   | X                                |                                  |                                  |                                  |                                  |                                  |                                  |                                  |                                  |                                  |                                  |                                  |                                  |                                  |                                  |                                  |                                  |                                  | 1                                |
| Estland                          |                                  |                                  |                                  |                                  |                                  |                                  |                                  |                                  |                                  | X                                | X                                |                                  |                                  |                                  |                                  |                                  |                                  |                                  | 2                                |
| Finnland                         |                                  |                                  |                                  |                                  |                                  | X                                |                                  |                                  | X                                |                                  |                                  |                                  |                                  |                                  |                                  |                                  |                                  |                                  | 2                                |
| Frankreich                       |                                  |                                  |                                  | X                                |                                  | X                                | X                                | X                                | X                                |                                  |                                  |                                  | X                                |                                  |                                  |                                  |                                  |                                  | 6                                |
| Georgien                         |                                  |                                  |                                  |                                  |                                  | X                                | X                                | X                                | X                                | X                                | X                                | X                                | X                                | X                                | X                                | X                                | X                                | X                                | 13                               |
| Griechenland                     |                                  | X                                |                                  |                                  |                                  |                                  |                                  |                                  |                                  |                                  |                                  |                                  |                                  |                                  | X                                |                                  |                                  |                                  | 2                                |
| Großbritannien                   |                                  | X                                |                                  |                                  |                                  |                                  |                                  |                                  |                                  |                                  |                                  |                                  |                                  |                                  |                                  |                                  |                                  |                                  | 1                                |
| Guam                             |                                  |                                  | X                                |                                  |                                  |                                  |                                  |                                  |                                  |                                  |                                  |                                  |                                  |                                  |                                  |                                  |                                  |                                  | 1                                |
| Guinea-Bissau                    |                                  |                                  | X                                |                                  |                                  |                                  |                                  |                                  |                                  |                                  |                                  |                                  |                                  |                                  | X                                |                                  |                                  |                                  | 2                                |
| Honduras                         |                                  |                                  |                                  |                                  |                                  |                                  |                                  |                                  |                                  |                                  |                                  | X                                |                                  |                                  |                                  |                                  |                                  |                                  | 1                                |
| Indien                           |                                  | X                                |                                  |                                  |                                  |                                  |                                  |                                  |                                  |                                  |                                  | X                                | X                                | X                                | X                                |                                  |                                  |                                  | 5                                |
| Irak                             |                                  |                                  |                                  |                                  |                                  |                                  |                                  |                                  |                                  |                                  | X                                |                                  |                                  |                                  |                                  |                                  |                                  |                                  | 1                                |
| Iran                             |                                  |                                  |                                  |                                  | X                                | X                                | X                                |                                  | X                                | X                                | X                                | X                                | X                                | X                                | X                                | X                                | X                                | X                                | 13                               |
| Italien                          |                                  |                                  |                                  |                                  |                                  |                                  |                                  |                                  |                                  | X                                |                                  |                                  |                                  |                                  |                                  |                                  |                                  |                                  | 1                                |
| Japan                            | X                                | X                                | X                                | X                                | X                                | X                                | X                                |                                  |                                  | X                                |                                  | X                                | X                                | X                                | X                                |                                  | X                                |                                  | 13                               |
| Kamerun                          |                                  |                                  |                                  | X                                |                                  |                                  |                                  |                                  |                                  |                                  |                                  |                                  |                                  |                                  |                                  |                                  |                                  |                                  | 1                                |
| Kanada                           | X                                | X                                | X                                | X                                |                                  |                                  |                                  |                                  |                                  |                                  |                                  | X                                |                                  | X                                | X                                |                                  | X                                | X                                | 9                                |
| Kasachstan                       | X                                |                                  | X                                | X                                |                                  | X                                | X                                | X                                | X                                |                                  | X                                | X                                | X                                | X                                | X                                | X                                | X                                | X                                | 15                               |
| Kirgisistan                      |                                  |                                  | X                                |                                  | X                                |                                  |                                  | X                                |                                  |                                  |                                  |                                  |                                  |                                  |                                  |                                  | X                                |                                  | 4                                |
| Kolumbien                        | X                                | X                                |                                  | X                                |                                  |                                  |                                  |                                  |                                  |                                  |                                  |                                  |                                  |                                  |                                  |                                  |                                  |                                  | 3                                |
| Kroatien                         |                                  |                                  |                                  |                                  |                                  |                                  |                                  | X                                | X                                |                                  |                                  |                                  |                                  |                                  |                                  |                                  |                                  |                                  | 2                                |
| Kuba                             |                                  |                                  | X                                |                                  | X                                | X                                | X                                | X                                | X                                | X                                | X                                |                                  | X                                | X                                |                                  | X                                | X                                |                                  | 12                               |
| Lettland                         |                                  |                                  | X                                |                                  |                                  |                                  |                                  |                                  |                                  |                                  |                                  |                                  |                                  |                                  |                                  | X                                |                                  |                                  | 2                                |
| Litauen                          |                                  |                                  |                                  |                                  |                                  |                                  | X                                | X                                |                                  |                                  |                                  |                                  |                                  |                                  |                                  |                                  |                                  |                                  | 2                                |
| Madagaskar                       |                                  |                                  |                                  | X                                |                                  |                                  |                                  |                                  |                                  |                                  |                                  |                                  |                                  |                                  |                                  |                                  |                                  |                                  | 1                                |
| Marokko                          |                                  |                                  |                                  |                                  | X                                |                                  |                                  |                                  |                                  | X                                |                                  |                                  |                                  |                                  |                                  |                                  |                                  |                                  | 2                                |
| Mexiko                           |                                  |                                  |                                  |                                  |                                  |                                  |                                  |                                  |                                  |                                  |                                  |                                  | X                                |                                  |                                  |                                  |                                  | X                                | 2                                |
| Mikronesien                      |                                  |                                  |                                  |                                  |                                  |                                  |                                  |                                  | X                                |                                  |                                  |                                  |                                  |                                  |                                  |                                  |                                  |                                  | 1                                |
| Moldau                           |                                  |                                  |                                  | X                                |                                  |                                  |                                  |                                  |                                  |                                  |                                  |                                  |                                  |                                  |                                  |                                  | X                                |                                  | 2                                |
| Mongolei                         | X                                | X                                | X                                | X                                |                                  |                                  |                                  |                                  |                                  |                                  |                                  | X                                |                                  |                                  | X                                | X                                |                                  | X                                | 8                                |
| Namibia                          |                                  |                                  |                                  |                                  |                                  |                                  |                                  |                                  |                                  |                                  |                                  | X                                |                                  |                                  |                                  |                                  |                                  |                                  | 1                                |
| Nigeria                          |                                  |                                  | X                                | X                                |                                  |                                  |                                  |                                  |                                  |                                  |                                  |                                  |                                  |                                  |                                  | X                                | X                                |                                  | 4                                |
| Nordkorea                        |                                  | X                                | X                                |                                  | X                                |                                  |                                  |                                  |                                  |                                  |                                  | X                                | X                                |                                  |                                  |                                  |                                  |                                  | 5                                |
| Norwegen                         |                                  |                                  |                                  |                                  |                                  | X                                |                                  |                                  |                                  |                                  |                                  |                                  |                                  |                                  |                                  |                                  |                                  |                                  | 1                                |
| Österreich                       |                                  |                                  |                                  |                                  |                                  |                                  |                                  |                                  | X                                |                                  |                                  |                                  |                                  |                                  |                                  |                                  |                                  |                                  | 1                                |
| Polen                            | X                                |                                  | X                                |                                  |                                  |                                  |                                  |                                  | X                                |                                  | X                                |                                  |                                  |                                  |                                  |                                  |                                  |                                  | 4                                |
| Puerto Rico                      |                                  |                                  |                                  |                                  |                                  |                                  |                                  |                                  |                                  |                                  |                                  |                                  | X                                |                                  | X                                | X                                |                                  |                                  | 3                                |
| Rumänien                         |                                  |                                  |                                  |                                  |                                  |                                  |                                  |                                  |                                  | X                                |                                  |                                  |                                  |                                  |                                  |                                  |                                  | X                                | 2                                |
| Russland                         |                                  | X                                | X                                | X                                | X                                | X                                |                                  | X                                | X                                | X                                | X                                | X                                | X                                | X                                | X                                | X                                | X                                | X                                | 16                               |
| Schweden                         |                                  | X                                | X                                | X                                |                                  |                                  |                                  | X                                |                                  | X                                | X                                |                                  |                                  |                                  |                                  |                                  |                                  |                                  | 6                                |
| Schweiz                          |                                  |                                  |                                  |                                  |                                  |                                  | X                                |                                  |                                  |                                  |                                  |                                  |                                  |                                  |                                  |                                  |                                  |                                  | 1                                |
| Senegal                          | X                                |                                  |                                  |                                  |                                  |                                  |                                  |                                  |                                  |                                  |                                  |                                  |                                  |                                  |                                  |                                  |                                  | X                                | 2                                |
| Serbien                          |                                  |                                  |                                  |                                  |                                  |                                  | X                                |                                  |                                  |                                  |                                  |                                  |                                  |                                  |                                  |                                  |                                  |                                  | 1                                |
| Spanien                          |                                  |                                  |                                  | X                                |                                  |                                  |                                  |                                  |                                  |                                  |                                  |                                  |                                  |                                  |                                  |                                  |                                  |                                  | 1                                |
| Südkorea                         | X                                | X                                |                                  |                                  | X                                | X                                | X                                | X                                | X                                |                                  |                                  | X                                | X                                |                                  |                                  |                                  |                                  |                                  | 9                                |
| Tadschikistan                    |                                  |                                  |                                  |                                  |                                  |                                  |                                  |                                  |                                  |                                  |                                  | X                                |                                  | X                                |                                  | X                                | X                                |                                  | 4                                |
| Tschechien                       |                                  |                                  |                                  |                                  |                                  |                                  |                                  |                                  |                                  | X                                |                                  |                                  |                                  |                                  |                                  |                                  |                                  |                                  | 1                                |
| Tunesien                         | X                                | X                                |                                  |                                  |                                  |                                  |                                  | X                                | X                                | X                                | X                                |                                  |                                  | X                                | X                                |                                  |                                  |                                  | 8                                |
| Türkei                           |                                  |                                  | X                                |                                  | X                                | X                                | X                                | X                                | X                                | X                                | X                                | X                                |                                  | X                                |                                  | X                                | X                                | X                                | 13                               |
| Ukraine                          | X                                | X                                | X                                | X                                | X                                | X                                |                                  |                                  | X                                |                                  | X                                | X                                | X                                | X                                |                                  | X                                | X                                | X                                | 14                               |
| Ungarn                           |                                  |                                  | X                                |                                  | X                                |                                  | X                                | X                                |                                  |                                  | X                                |                                  |                                  |                                  | X                                |                                  |                                  | X                                | 7                                |
| USA                              | X                                | X                                | X                                | X                                | X                                | X                                | X                                | X                                | X                                |                                  | X                                | X                                | X                                | X                                | X                                | X                                | X                                | X                                | 17                               |
| Usbekistan                       |                                  |                                  |                                  |                                  | X                                |                                  |                                  |                                  |                                  |                                  | X                                |                                  |                                  | X                                | X                                | X                                | X                                | X                                | 7                                |
| Venezuela                        | X                                | X                                |                                  |                                  |                                  | X                                | X                                |                                  |                                  | X                                |                                  |                                  |                                  |                                  | X                                | X                                |                                  |                                  | 7                                |
| Vietnam                          | X                                |                                  |                                  |                                  |                                  |                                  |                                  |                                  |                                  |                                  |                                  |                                  |                                  |                                  |                                  |                                  |                                  |                                  | 1                                |
| Weißrussland                     | X                                |                                  |                                  | X                                | X                                |                                  |                                  | X                                | X                                | X                                | X                                |                                  |                                  | X                                |                                  | X                                | X                                | X                                | 11                               |
| Zentralafrikanische Rep.         |                                  |                                  | X                                |                                  |                                  |                                  |                                  |                                  |                                  |                                  |                                  |                                  |                                  |                                  |                                  |                                  |                                  |                                  | 1                                |
| Quotenplätze Gesamt              | 19                               | 19                               | 20                               | 18                               | 19                               | 19                               | 19                               | 19                               | 20                               | 19                               | 20                               | 19                               | 19                               | 19                               | 19                               | 19                               | 19                               | 19                               | 344                              |

Die drei Quotenplätze, die die FILA per Einladung vergeben konnte, erhielten die NOKs aus Guam, der Zentralafrikanischen Republik und dem Irak. Gastgeber Großbritannien nahm nur einen seiner drei Quotenplätze in Anspruch, so dass die beiden offenen an Mikronesien und die Elfenbeinküste neu vergeben wurden.